# Sigurd Hauff
Sigurd Hauff OBE (* 24. Juli 1935 in Tübingen) ist ein deutscher SPD-Politiker.
Hauff absolvierte ein Geschichts-, Germanistik- und Anglistikstudium und wurde 1958 Mitglied der SPD. Sein jüngerer Bruder ist der ehemalige Bundesminister Volker Hauff (* 1940).
Im Jahr 1971 wurde er in das Abgeordnetenhaus von Berlin gewählt und war dort Mitglied des Fraktionsvorstandes.
In den Jahren 1992 bis 1995 war Hauff Bezirksbürgermeister in Berlin-Spandau. Da Spandau bis 1994 die Garnisonsstadt der in Berlin stationierten britischen Streitkräfte war, erhielt er 1993 von Königin Elisabeth II. den Titel Officer of the Order of the British Empire (OBE).
Hauff erhielt 2004 die Ehrenbezeichnung Stadtältester von Berlin.